# Uromunna sheltoni
Uromunna sheltoni is een pissebed uit de familie Munnidae. De wetenschappelijke naam van de soort is voor het eerst geldig gepubliceerd in 1977 door Brian Frederick Kensley.